# Pala de Castelfranco
La Pala de Castelfranco es una obra del pintor veneciano Giorgione, realizada en torno a 1503-1504, de las pocas de este autor que se conservan en su emplazamiento original, la iglesia de San Liberal de su ciudad natal, Castelfranco Véneto. Datada en la fase inicial de su obra, fue un encargo en homenaje al hijo del condotiero local, como retablo del altar donde sería enterrado.

## El tema

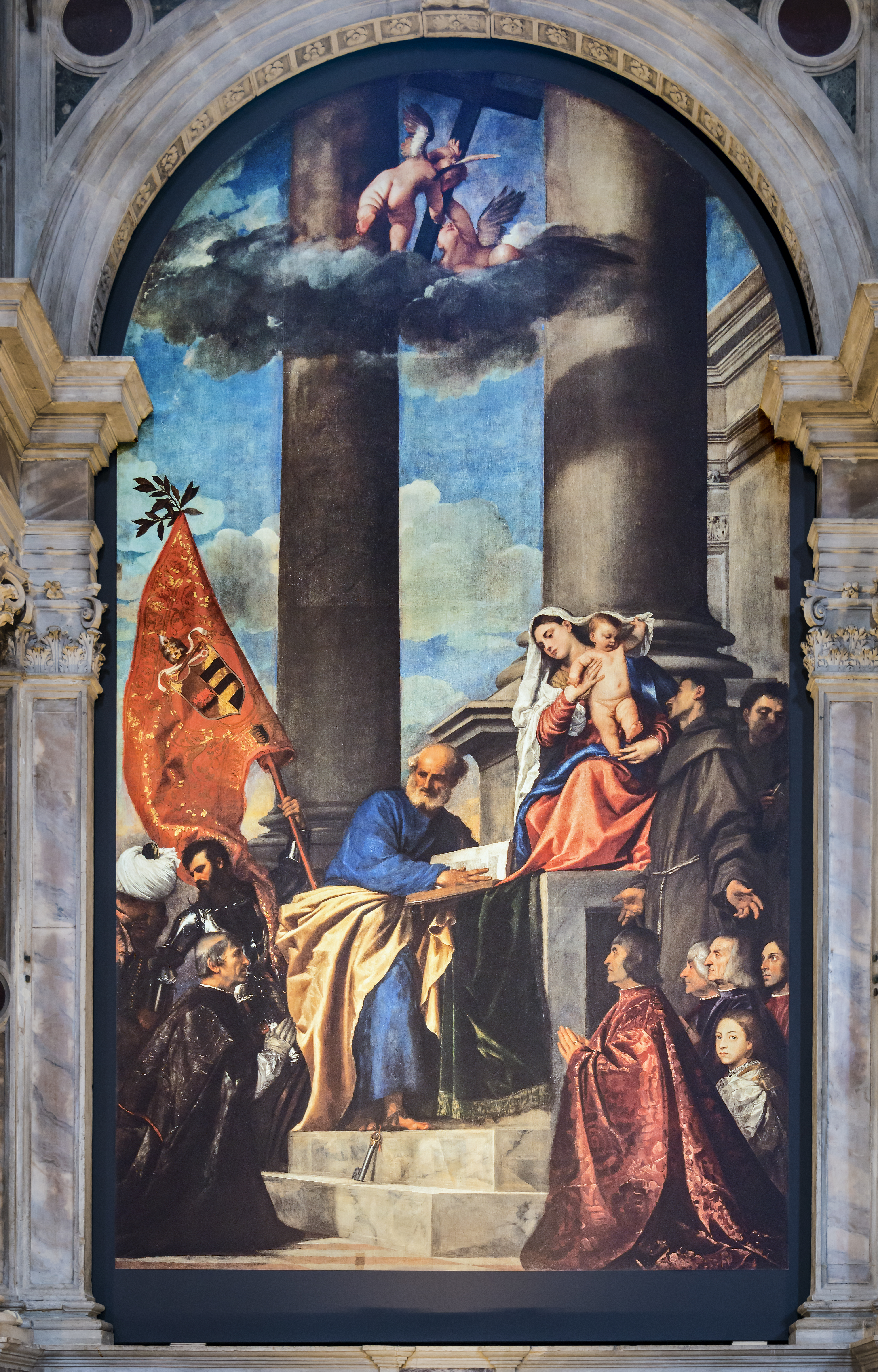
Pala Pesaro, 1519-1526, de Tiziano.

Se trata de una composición triangular en el que se ve a la Virgen entronizada con el Niño, custodiada por los santos Liberal, patrón de Castelfranco Véneto y Francisco de Asís, a quien se representa con su atributo clásico: el hábito de la orden franciscana, fundada por él y descalzo. Los expertos consideran la sugestión conseguida del sfumato en las cabezas de las vírgenes de dos obras comparables, la de la Pala de Giorgione y la Virgen con niño y santos de su maestro Giovanni Bellini.
Por su afinidad temática y compositiva es comparada a la Pala Pesaro de Tiziano.